# Jean Delville
Pour les articles homonymes, voir Delville.
Jean Delville, né le 19 janvier 1867 à Louvain et mort le 19 janvier 1953 à Forest (Bruxelles), est un peintre belge.
Représentatif du mouvement symboliste, il est aussi poète, écrivain et théoricien de l’art.

## Biographie
Jean Delville fait des études à l'Athénée royal de Bruxelles et à l'Académie royale des beaux-arts de Bruxelles. Élève de Jean-François Portaels, il est d’abord peintre réaliste et expose pour la première fois au cercle de L'Essor en 1885. Il publie ses premiers poèmes en 1888 dans la revue La Wallonie. Il commence sa carrière par des dessins inspirés des opéras de Wagner, Parsifal notamment, en 1890. 
Son œuvre est marquée par l’ésotérisme et un certain idéalisme philosophique, et s’inscrit clairement dans la mouvance symboliste. Adepte de la Kabbale, disciple de Joséphin Peladan, pour lequel il brosse les décors de la tragédie Babylone en 1894. Il participe à la préparation des Salons de la Rose-Croix esthétique où il expose de 1892 à 1895. Il est membre actif de la Société théosophique de Belgique. À cette date, avec son ami Ray Nyst, il fonde l'association Pour l'Art qui rassemble la plupart des symbolistes belges.     
Il est lauréat du prix de Rome belge pour la peinture en octobre 1895. En 1896, il organise le premier des trois Salons d'art idéaliste conçu comme une vitrine des tendances ésotériques et mystiques. L'objectif de ce nouveau groupe est de provoquer en Belgique une renaissance esthétique, à l'image de la Rose-Croix esthétique en s'écartant des écoles naturalistes, réalistes, impressionnistes et luministes, où exposent notamment Omer Coppens, Louis Cuvelier et Nestor Outer,. 
Il participe aux salons de la Société nationale des beaux-arts où il présente en 1896 Les Trésors de Sathan et en 1898 L'École de Platon, que Léonce Bénédite lui acheta en 1912 pour le Musée du Luxembourg et qui est conservée au Musée d'Orsay.
Entre 1900 et 1905, il enseigne à la School of Art de Glasgow en Grande-Bretagne, créée sous l'impulsion de l'architecte Charles Rennie Mackintosh, où ses œuvres et ses théories se diffusent. En 1924, il est nommé membre de la classe des beaux-arts de l'Académie royale de Belgique. De 1907 à 1937, il enseigne à l'Académie royale des beaux-arts de Bruxelles pendant 35 ans et à l'Académie royale des Beaux-Arts de Mons.   
Jean Delville est à l'initiative de la création de L'Art monumental en décembre 1920. La société regroupe des peintres, architectes et sculpteurs.  
Platonicien convaincu, il manifeste une croyance déterminée dans la fusion du masculin et du féminin à travers l'amour absolu, et conçoit l'art comme une forme de rédemption religieuse.    
Après la Première Guerre mondiale, il est le représentant belge de l'Ordre de l'étoile orientale, ordre para-maçonnique philanthropique d'origine américaine.

## Œuvres dans les collections publiques
Il puise dans les approches ésotériques une théorie de la couleur dont le bleu, ton dominant, celui de la médiation qui ouvre les portes des esprits.
- Portrait de Madame Stuart Merrill. Mysteriosa, 1892, pastel, 40 × 32 cm, Bruxelles, Musées royaux des Beaux-Arts de Belgique[12]
- Orphée mort, 1893, huile sur toile, 79 × 99 cm, Bruxelles, Musées royaux des Beaux-Arts de Belgique[13]
- L'Ange des splendeurs, 1894, huile sur toile, 127 × 146 cm, Bruxelles, Musées royaux des Beaux-Arts de Belgique[14]
- L'Ange des splendeurs, vers 1894, pastel, musée de Wiesbaden[15]
- Parsifal, 1894, huile sur toile, 64 × 54 cm, Bruxelles, Musées royaux des Beaux-Arts de Belgique[16]
- Parsifal, vers 1894, pastel, musée de Wiesbaden[15]              —                                Inv. GC
- Portrait du grand maître de la Rose-Croix [Peladan] en habit de chœur, 1894, huile sur toile, 242 × 112 cm, Musée des Beaux-Arts de Nîmes[17]
- God-Man (Homme-Dieu), 1895, 500 × 500 cm, Bruges, musée Groeninge.
- Les Trésors de Satan, 1895, huile sur toile, 258 × 268 cm, Bruxelles, Musées royaux des Beaux-Arts de Belgique[18]
- L'Oracle à Dodone, 1896, huile sur toile, musée de Wiesbaden, donation Ferdinand Neess[15]
- L'École de Platon, 1898, huile sur toile, 260 × 605 cm, Paris, musée d'Orsay[19].
- L'Amour des âmes, 1900, peinture à la détrempe, musée d'Ixelles.
- Prométhée, 1907, université libre de Bruxelles, archives, patrimoine, réserve précieuse.
- Décoration du Conservatoire royal de Bruxelles, 1911.
- Portrait de la femme de l'artiste, 1916, huile sur toile, 103 × 77 cm, Bruxelles, Musées royaux des Beaux-Arts de Belgique[20]
- Les Femmes d'Éleusis, 1931, musée des Beaux-Arts de Tournai.
- Plusieurs grandes toiles destinées à décorer le Palais de justice de Bruxelles. La Reine Élisabeth vint voir Delville en train de les peindre. Ces toiles disparurent lorsque les Allemands incendièrent le Palais de justice lors de la libération de Bruxelles en 1944. Delville offrit alors les tableaux préparatoires qui ornent désormais la salle de la cour d'assises de Bruxelles.

Œuvres de Jean Delville
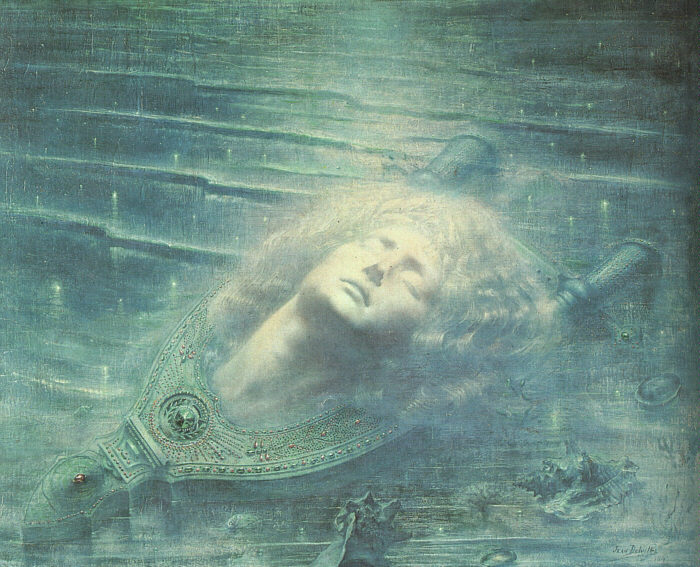
Orphée mort, 1893 musées royaux des Beaux-Arts de Belgique.
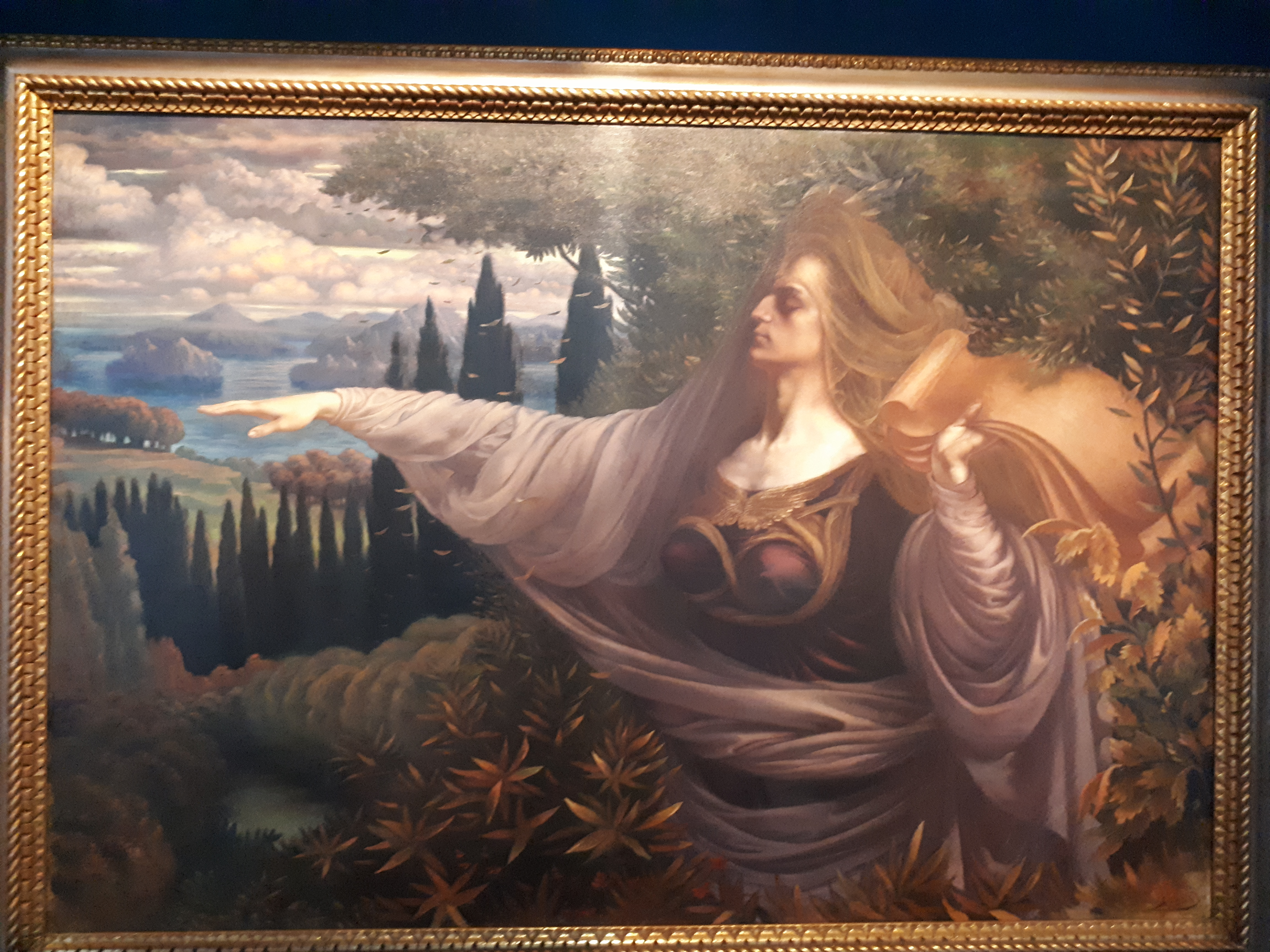
L'Oracle à Dodone, 1896 musée de Wiesbaden.
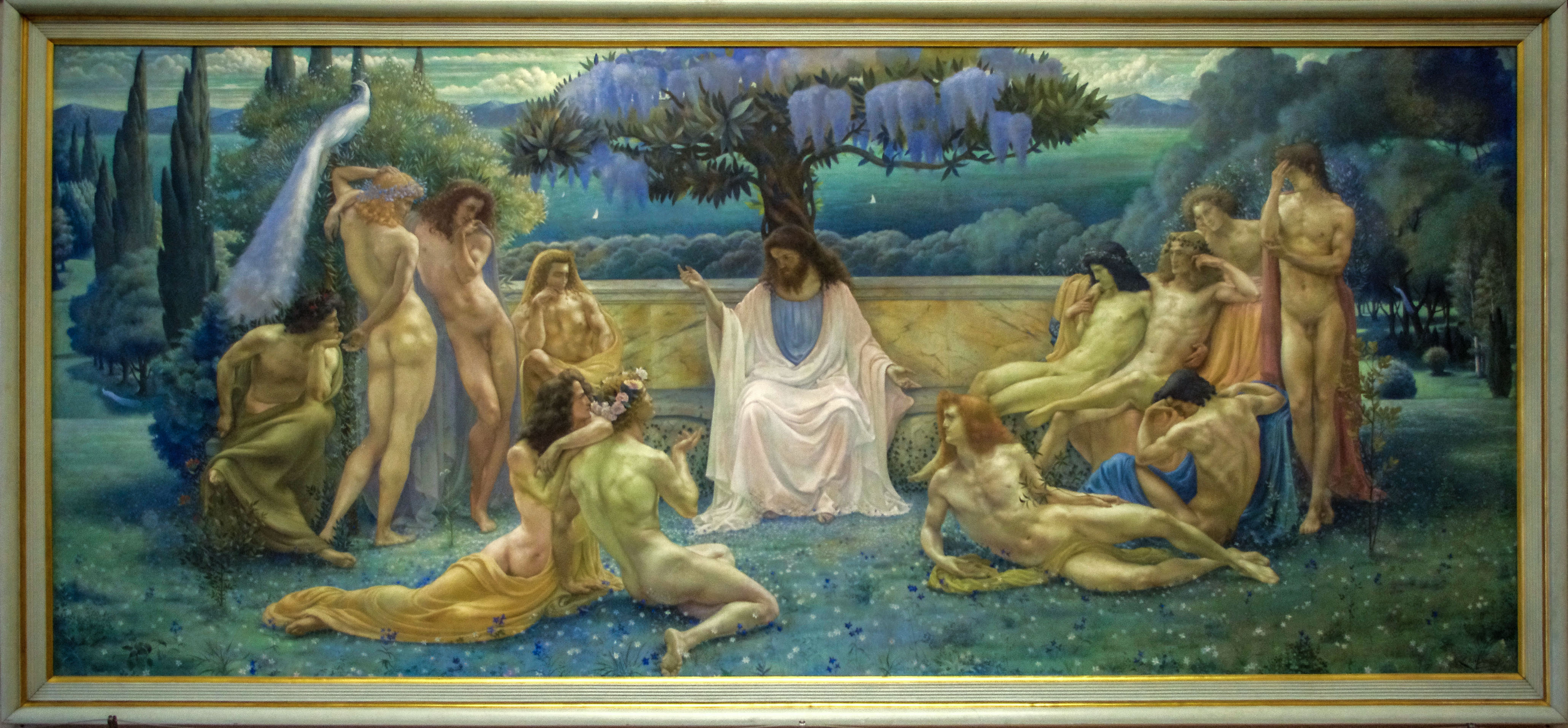
L'École de Platon, 1898, Paris, musée d'Orsay.
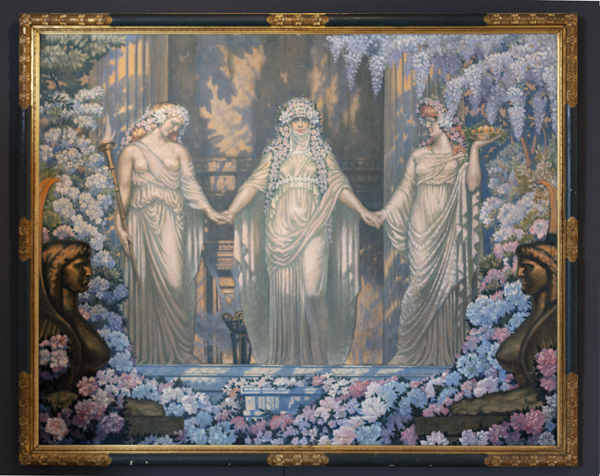
Les Femmes d’Éleusis, 1931, musée des Beaux-Arts de Tournai.

Arts graphiques
- Tristan et Yseult, 1887, craie noire sur papier, Bruxelles, musées royaux des Beaux-Arts de Belgique.
- Le Cycle des passions, 1890, craie noire sur papier, Bruxelles, musées royaux des Beaux-Arts de Belgique.
- L'Idole de la Perversité, 1891, musée de Wiesbaden, donation Ferdinand Neess[15]

## Exposition rétrospective
- 2014 : Musée Félicien Rops, Namur, Jean Delville, maître de l'idéal.

## Distinctions
- Grand prix de Rome belge en peinture en 1895.
- Grand officier de l'ordre de Léopold.
- Grand officier de l'ordre de la Couronne en 1946.
- Grand officier de l'ordre de Léopold II.

## Culture populaire
Le groupe de death metal américain Morbid Angel a utilisé la peinture Les Trésors de Satan comme couverture de leur album Blessed are the Sick.